# 中国体育彩票

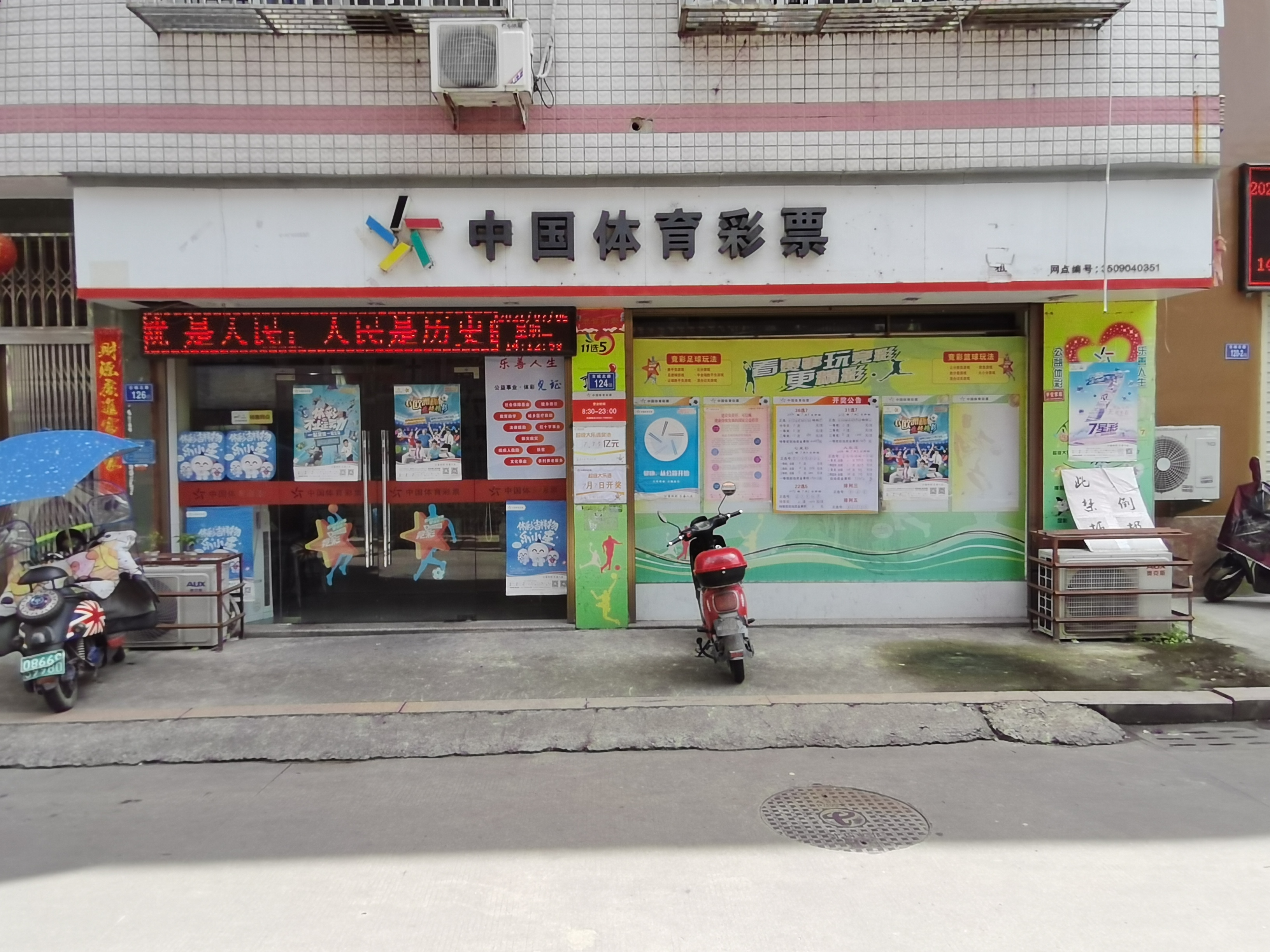
位于福建省宁德市福鼎市的中国体育彩票投注站

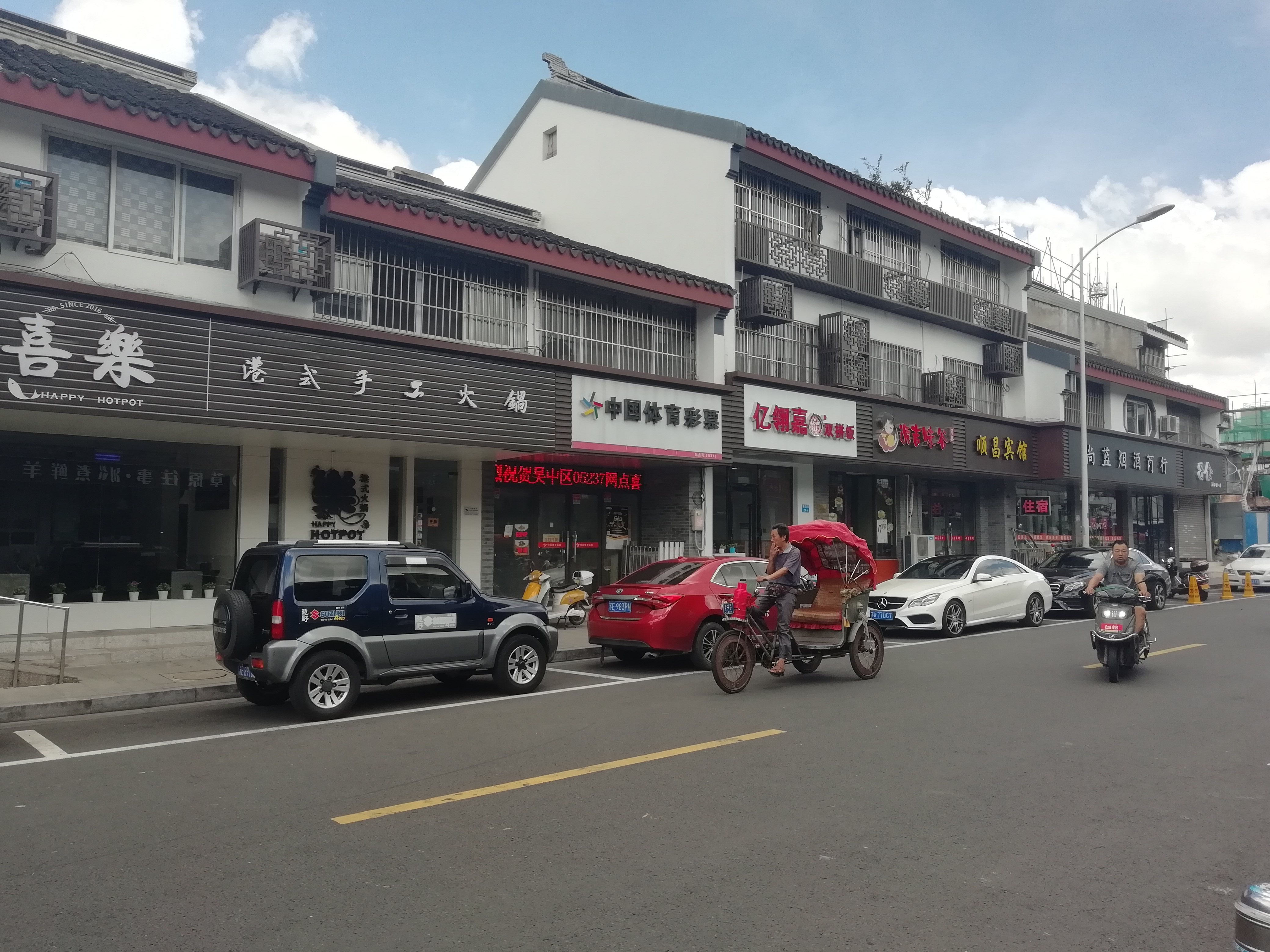
位于江苏省苏州市姑苏区的中国体育彩票投注站

中国体育彩票，简称体育彩票或体彩，是由中华人民共和国国家体育总局体育彩票管理中心（亦称中国体育彩票管理中心）为筹集体育事业发展资金而发行的彩票。体彩与中国福利彩票为中国大陆两大合法彩票。

## 历史
1983年，福建省为筹集福建省体育中心建设经费，发行了中华人民共和国历史上首张合法体育彩票，名为“福建省体育中心建设纪念奖券”。1994年，国务院正式批准在全国范围内统一发行体育彩票，国家体委体育彩票管理中心正式成立，对全国各地发行的体育彩票进行统一管理、编号、印刷和发行，并正式定名为“中国体育彩票”。

## 彩票类型
目前中国体育彩票可分为三类：数字型彩票、竞猜型彩票和即开型彩票。
- 数字型彩票：包括了“超级大乐透”（35选5+12选2）、“七星彩”（七位数字）、“排列3”和“排列5”（三位或五位数字，其中“排列3”的三位数字为“排列5”的前三位数字）等。
- 竞猜型彩票：简称竞彩，分为足球彩票和篮球彩票，其中足彩竞猜范围为国外足球比赛，篮彩竞猜范围为欧美篮球联赛。玩法与国外的体育赌博类似，也有单场胜负、让球、大小球、多串一等玩法，竞彩官方也会给出相应的盘口。
- 即开型彩票（“顶呱刮”）：不同种类的即开型彩票有着不同玩法，一般为刮出特定图案即中奖。